# Фатувіль-Грестен
Фатуві́ль-Гресте́н, Фатувіль-Ґрестен (фр. Fatouville-Grestain) — муніципалітет у Франції, у регіоні Нормандія, департамент Ер. Населення — 718 осіб (01.01.2021).
Муніципалітет розташований на відстані близько 160 км на північний захід від Парижа, 60 км на захід від Руана, 75 км на північний захід від Евре.

## Історія
До 2015 року муніципалітет перебував у складі регіону Верхня Нормандія. Від 1 січня 2016 року належить до нового об'єднаного регіону Нормандія.

## Демографія
Динаміка населення (INSEE ):
Розподіл населення за віком та статтю (2006):
| Стать | Всього | До 15 років | 15-24 | 25-44 | 45-64 | 65-85 | Понад 85 |
| --- | ------ | ----------- | ----- | ----- | ----- | ----- | -------- |
| Чоловіки | 329    | 64          | 27    | 121   | 75    | 38    | 4        |
| Жінки | 333    | 87          | 15    | 110   | 79    | 38    | 4        |
| \| Статево-вікова піраміда \| Статево-вікова піраміда \| Статево-вікова піраміда \| \| ----------------------- \| ----------------------- \| ----------------------- \| \| Чоловіки \| Вік \| Жінки \| \| 4 \| 85 + \| 4 \| \| 0 \| 80-84 \| 0 \| \| 15 \| 75-79 \| 4 \| \| 8 \| 70-74 \| 19 \| \| 15 \| 65-69 \| 15 \| \| 11 \| 60-64 \| 19 \| \| 26 \| 55-59 \| 23 \| \| 19 \| 50-54 \| 11 \| \| 19 \| 45-49 \| 26 \| \| 49 \| 40-44 \| 19 \| \| 42 \| 35-39 \| 42 \| \| 26 \| 30-34 \| 38 \| \| 4 \| 25-29 \| 11 \| \| 8 \| 20-24 \| 4 \| \| 19 \| 15-20 \| 11 \| \| 23 \| 10-14 \| 15 \| \| 15 \| 5-9 \| 42 \| \| 26 \| 0-4 \| 30 \| |        |             |       |       |       |       |          |
| Статево-вікова піраміда |        |             |       |       |       |       |          |
| Чоловіки | Вік    | Жінки       |       |       |       |       |          |
| 4 | 85 +   | 4           |       |       |       |       |          |
| 0 | 80-84  | 0           |       |       |       |       |          |
| 15 | 75-79  | 4           |       |       |       |       |          |
| 8 | 70-74  | 19          |       |       |       |       |          |
| 15 | 65-69  | 15          |       |       |       |       |          |
| 11 | 60-64  | 19          |       |       |       |       |          |
| 26 | 55-59  | 23          |       |       |       |       |          |
| 19 | 50-54  | 11          |       |       |       |       |          |
| 19 | 45-49  | 26          |       |       |       |       |          |
| 49 | 40-44  | 19          |       |       |       |       |          |
| 42 | 35-39  | 42          |       |       |       |       |          |
| 26 | 30-34  | 38          |       |       |       |       |          |
| 4 | 25-29  | 11          |       |       |       |       |          |
| 8 | 20-24  | 4           |       |       |       |       |          |
| 19 | 15-20  | 11          |       |       |       |       |          |
| 23 | 10-14  | 15          |       |       |       |       |          |
| 15 | 5-9    | 42          |       |       |       |       |          |
| 26 | 0-4    | 30          |       |       |       |       |          |

## Економіка
2010 року серед 479 осіб працездатного віку (15—64 років) 361 була активною, 118 — неактивними (показник активності 75,4%, у 1999 році було 70,2%). З 361 активної мешканців працювало 339 осіб (190 чоловіків та 149 жінок), безробітними було 22 (10 чоловіків та 12 жінок). Серед 118 неактивних 31 особа була учнем чи студентом, 56 — пенсіонерами, 31 була неактивною з інших причин.

У 2010 році в муніципалітеті числилось 289 оподаткованих домогосподарств, у яких проживали 754,0 особи, медіана доходів виносила 19 634 євро на одного особоспоживача